# Anatis mali
Anatis mali är en skalbaggsart som först beskrevs av Thomas Say 1825.  Anatis mali ingår i släktet Anatis och familjen nyckelpigor. Inga underarter finns listade i Catalogue of Life.

## Bildgalleri

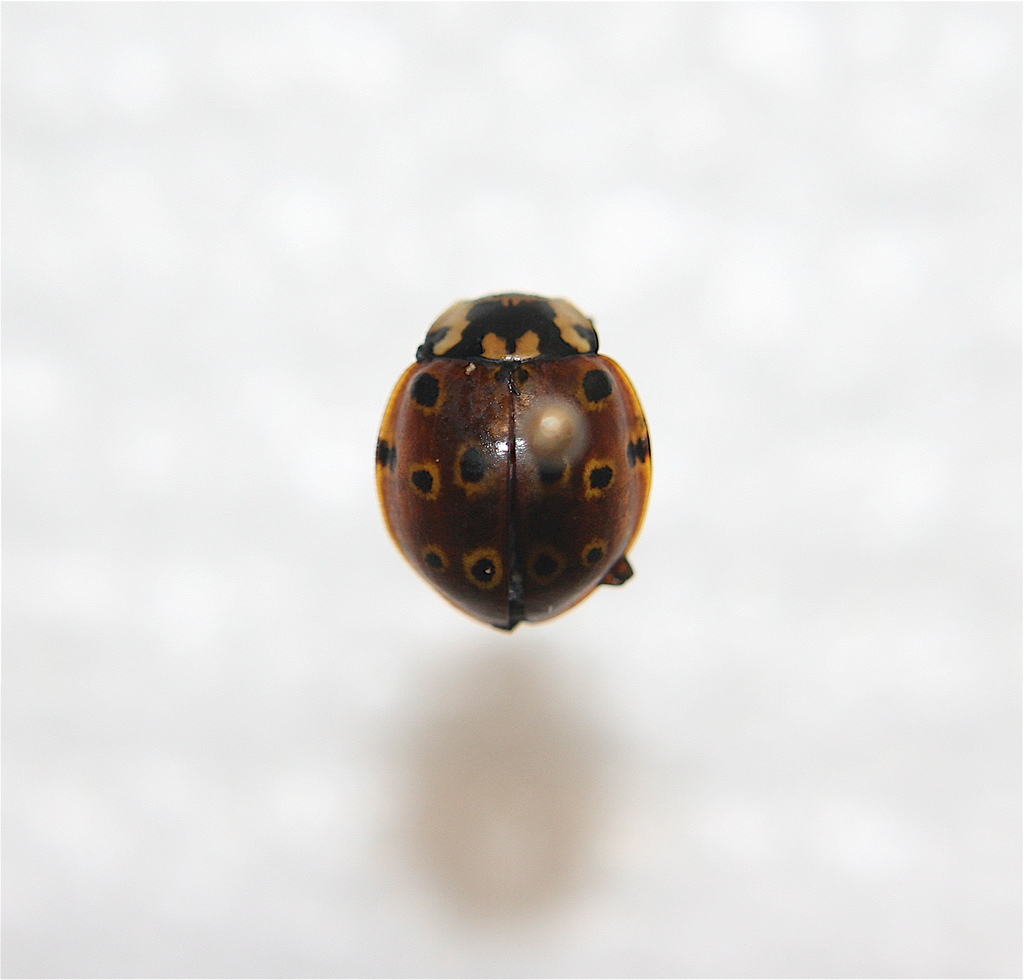